# اعلامیه انسانیت
اعلامیه انسانیت (به ژاپنی: 人間宣言, Ningen-sengen)، یک پاسخ رسمی توسط هیروهیتو، امپراتور ژاپن، به عنوان بخشی از بیانیه سال نوی ژاپنی در ۱ ژانویه ۱۹۴۶، به درخواست فرماندهی عالی نیروهای متفقین بود. این پاسخ با بازنویسی و استناد او به سوگندنامه پنج‌ماده‌ای ۱۸۶۸ آغاز شد، و امپراتور ژاپن مفهوم الوهیت خود را انکار کرد، که در نهایت منجر به انتشار قانون اساسی ژاپن شد، که تحت آن امپراتور «نماد دولت و اتحاد مردم» است.

## اعلامیه
تحویل این پاسخ رسمی یکی از آخرین اقدامات امپراتور به عنوان امپراتوری حاکم بود. فرمانده کل قوای متفقین و به‌طور کلی جهان غرب در پایان نسخه ارائه شده به قطعه زیر توجه زیادی داشتند:
روابط بین ما و مردم ما همیشه بر پایه اعتماد و محبت متقابل استوار بوده است. این رابطه فقط به افسانه‌ها و اساطیر وابسته نیست و بر این تصور غلط مبنی بر اینکه امپراتور خدا است و مردم ژاپن برتر از نژادهای دیگر هستند و سرنوشتشان حکمرانی بر جهان است، تکیه ندارد.— ترجمه رسمی اعلامیه
گفته می‌شود که پیش نویس اول این نسخه توسط محققان، فرهنگ ژاپنی رجینالد هوراس بلیت و هارولد گولد هندرسون پیش نویس شده است.. این دو همچنین در رواج ذن و شکل شاعرانه هایکو در خارج از ژاپن کمک کردند.

## تفسیر
معنای دقیق این متن که به زبان ژاپنی باستانی منتشر شده است، موضوع بحث‌های قابل توجهی بوده است. به ویژه، در بخشی از اعلامیه که رسماً به عنوان "تصور نادرست که بر اساس آن امپراتور الهی است" ترجمه شد، به جای کلمه رایج تر، آراهیتوگامی (現御神) به معنی کامی (یا الوهیت) از عبارت غیرعادی آراهیتوگامی (現人神?, "خدای زنده")
 استفاده شد.
Ara به معنای «وجود» یا «ظهور»، hito به معنای «شخص» و kami به معنای «خدا» است. کلمه arahitogami اولین بار در نیهون شوکی (ح. ۷۲۰) ذکر شد، جایی که شاهزاده افسانه‌ای ژاپنی یاماتو تاکه‌رو گفت: «من پسر یک آراهیتوگامی هستم.»

### نمای غربی
بر اساس دیدگاه رایج غربی که توسط داگلاس مک‌آرتور ترویج شده است، این پاسخ رسمی ادعای قرن‌ها را که امپراتور ژاپن و پیشینیانش از نوادگان خدای خورشید آماتراسو بوده‌اند، به چالش می‌کشد. امپراتور اکنون علناً اعتراف کرده بود که الوهیت زنده نیست. به این ترتیب، همان روزی که پاسخ رسمی صادر شد، افسر ژنرال داگلاس مک‌آرتور اعلام کرد که از بیانیه امپراتور بسیار خرسند است، که او آن را تعهد خود برای رهبری مردمش در زماناشغال ژاپن می‌دانست.

### نمای ژاپنی
در ۱ ژانویه ۱۹۴۶، بازنویسی در صفحه اول هر روزنامه گزارش شد. تیتر روزنامه آساهی این بود: «در آغاز سال، پاسخ رسمی ترویج شانس ملی، وقف به صلح، بهبود رفاه مردم، و سردرگمی ایده‌ها». ماینیچی شینبون گفت: ب «رای سال نو یک پاسخ رسمی به من بده. روابط همراه با اعتماد و احترام، بین قلب من و مردم است.» در تیترهای این روزنامه به خدا اشاره ای نشد، بلکه فقط از صلح ژاپن و امپراتور با مردم خبر داد. انکار خدایی امپراتور اصلاً ارزش خبری نداشت.
منتقدان تفسیر غربی، از جمله خود امپراتور شووا، از آنجایی که این نسخه با یک نقل قول کامل از سوگندنامه پنج‌ماده‌ای ۱۸۶۸ توسط امپراتور میجی شروع می‌شود، برخی استدلال می‌کنند که انکار الوهیت هدف پاسخ رسمی نیست. قصد واقعی امپراتور این بود که ژاپن از زمان دوره میجی دموکراتیک بوده و توسط اشغالگران دموکراتیک نشده است. همان‌طور که در مصاحبه مطبوعاتی در ۲۳ اوت ۱۹۷۷ مشخص شد، امپراتور از مردم ژاپن می‌خواست که غرور در ژاپن را فراموش نکنند. این تفسیر با این واقعیت تأیید می‌شود که نسخه امپراتوری با تفسیری توسط نخست‌وزیر ژاپن کیجورو شیده‌هارا منتشر شده است که منحصراً به وجود قبلی دموکراسی در دوره میجی می‌پرداخت. و حتی اشاره ای گذرا نیز به «نفی امپراتور از الوهیت» نکرد.